# WPB アンデルス
WPBアンデルス（ポーランド語: Wielozadaniowa Platforma Bojowa Anders すなわちアンデルス・マルチロール戦闘プラットフォーム）は、ポーランドで開発された中型の装軌式戦闘車両である。
この車両はブマルグループ（現 ポーランド兵器グループ）の一部のOBRUM ( ポーランド語：Ośrodek Badawczo-Rozwojowy Urządzeń Mechanicznych - 機械装置研究開発センター）が設計した。この名前は、第二次世界大戦中のポーランド陸軍の将軍であり、後にポーランド政府のメンバーであったヴワディスワフ・アンデルスにちなんで付けられた。

## 歴史

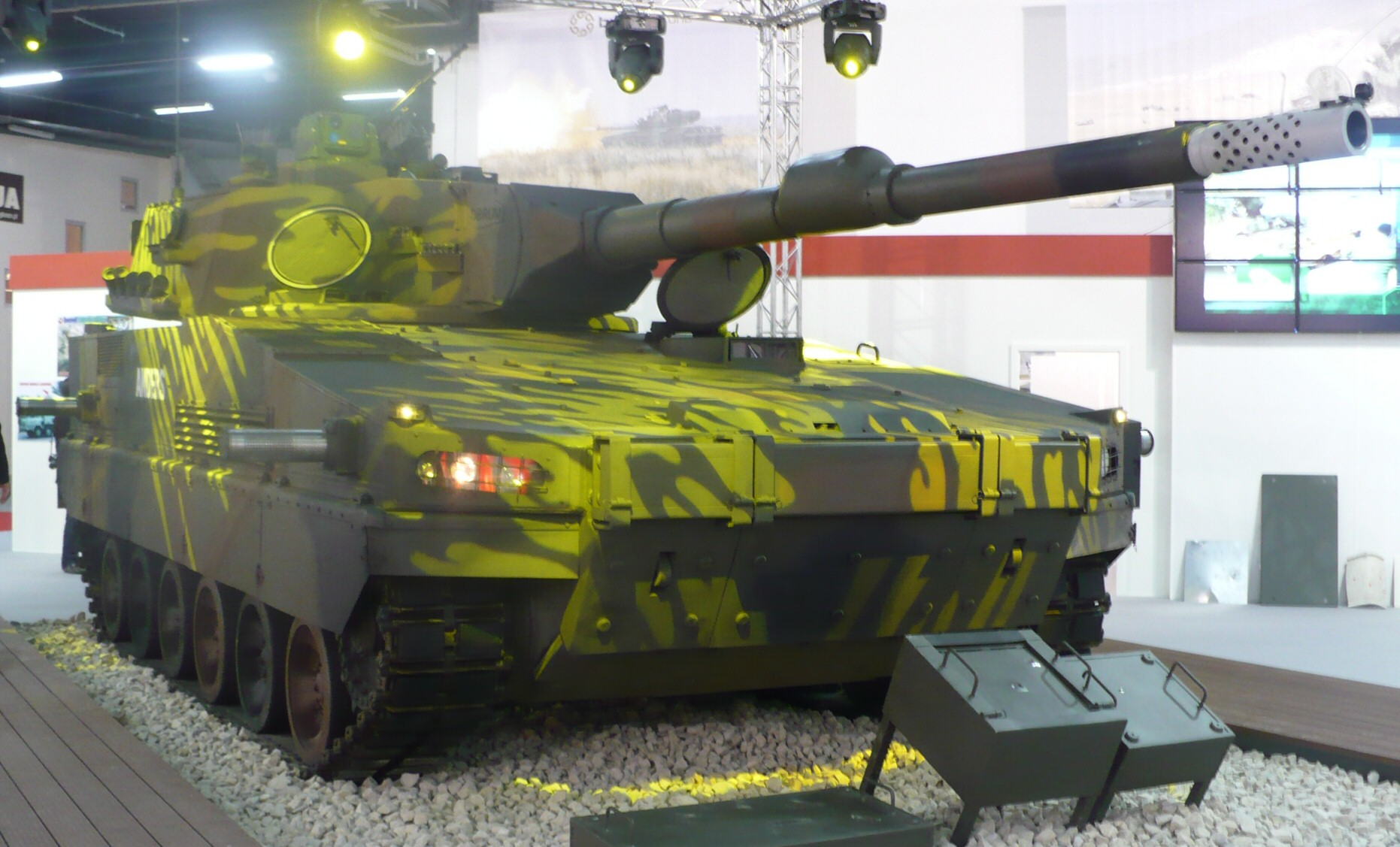
MSPO2010のアンデルス軽戦車のデモ用モデル

本車は、MSPOキェルツェ防衛産業展で、2010年に公開された最初のプロトタイプは、旧式のBWP-1戦闘車両ファミリーのポーランド陸軍の残りの在庫を置き換えるために設計された。
最初のプレゼンテーションでは、この車両は120mm戦車砲で武装した火力支援車両（ポーランド語: wóz wsparcia ogniowego）として展示された。メディアはこの車両を「軽戦車」と呼んでいた。その後、同じ車両がKTO ロソマクと同じオート・メラーラ社製Hitfist-30P砲塔を搭載した歩兵戦闘車（ポーランド語: bojowy wóz piechoty）として展示された。より高度なIFVプロトタイプは、2011年のMSPOキエルチェ防衛産業展で展示された。
また、指揮統制型、医療救助型、戦闘工兵車、自走式対空砲などの更なる派生型も計画されている。

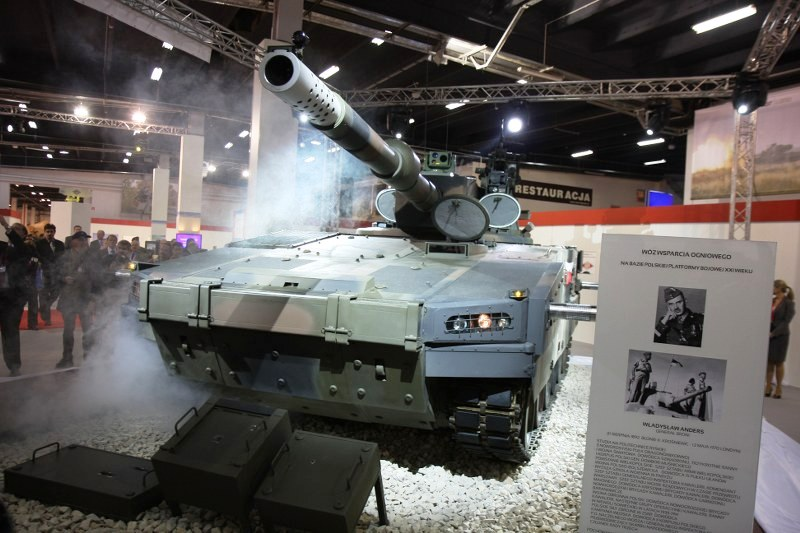
MSPO2010のアンデルス軽戦車のプロトタイプ

## 技術的な詳細
基本的な構成では、車両の防弾能力はSTANAG 4569のレベル3である。これは計画されている追加装甲システムによりレベル5まで上げられる。

## 派生型

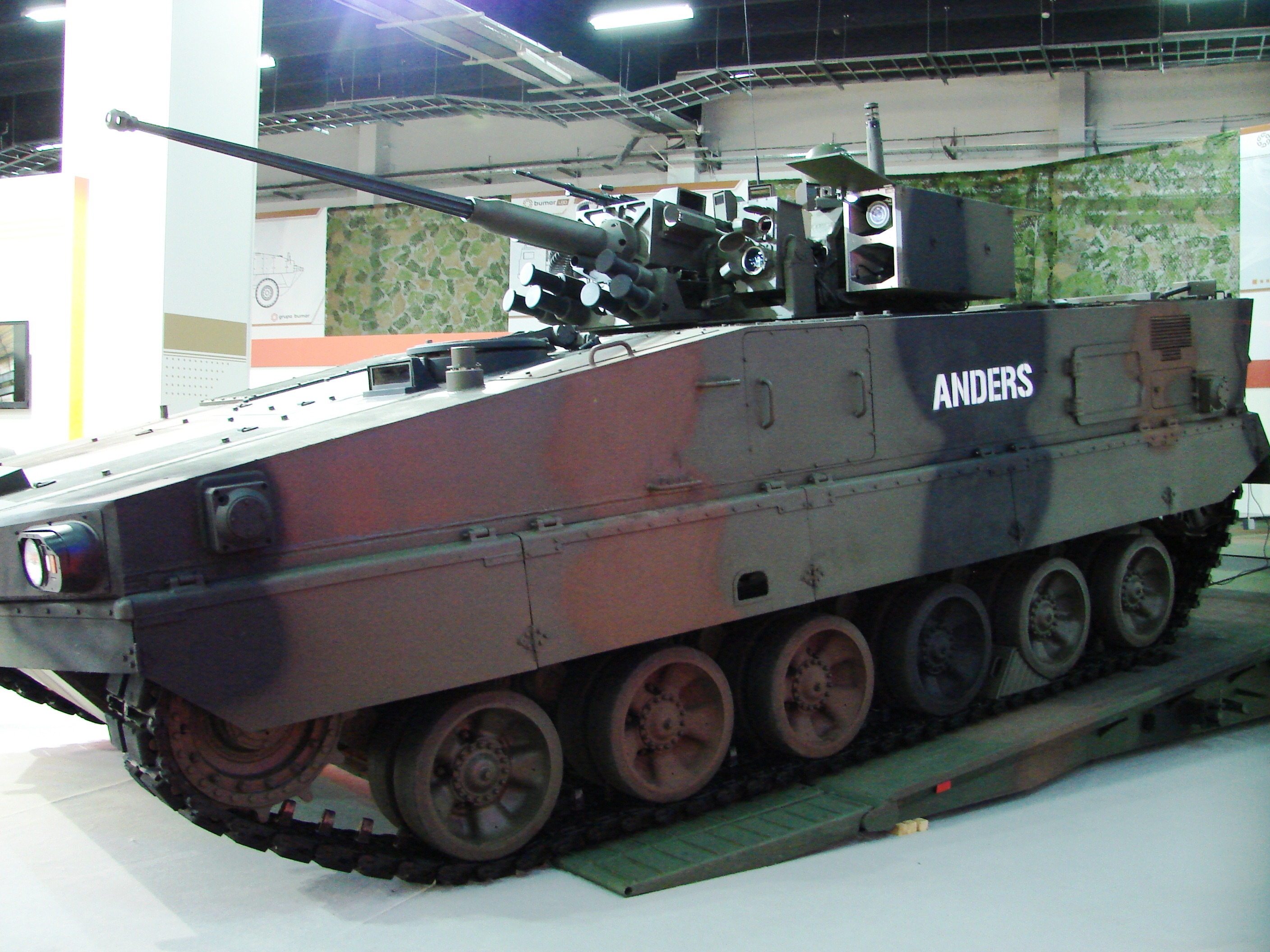
MSPO2011でのアンデルス歩兵戦闘車のプロトタイプ

汎用モジュラー装軌式プラットフォーム（UMTP）
ファミリーの一部として、ポーランド軍向けにOBRUMによって開発された。これまでに、OBRUMは、アンデルスのシャーシをベースに歩兵戦闘車両を開発し、さらにエンジニアリング車両、指揮統制、弾薬車や医療車両などを含む派生型を開発してきた。